# Брава слагалица
Брава слагалица је врста механичке слагалице. Састоји се од браве са необичном и скривеном механиком. Такве браве се некад називају и трик браве, јер се отварају магичним триком. У том трику може се користити и одговарајући кључ.
Брава слагалице имају дугачку историју.
Кинеске кутије за накит често садрже трик браве и скривене фиоке. Пример такве кутије је саставни део филма Шангајски витезови. Клајв Баркер је хорор новела Хелбоунд срце (касније адаптиран у филм Хелраизер, праћен бројним оригиналним наставцима) усмерена ка кутији Лемаршанд, која представља такву слагалицу, али у ствари отвара врата друге димензије када је изманипулисана.
Остале брава слагалице проистичу из потребе да се измисле сигурне браве у средњем веку.